# 長楽寺 (恵那市)
長楽寺（ちょうらくじ）は、岐阜県恵那市笠置町姫栗にある臨済宗妙心寺派の寺院。山号は安智山。恵那三十三観音霊場二十九番。

## 長楽寺が創建されるまでの経緯

### 観音寺(観音庵)
この寺庵の草創は、明確ではない。
恵那市笠置町下河合下垣外に、清岩浄詳が開山した曹洞宗の観音菩薩を祀る寺庵があったとされる。
清岩浄詳は、万治元年(1658年)に寂しているので、それに遡ると開創は江戸時代の初期と考えられる。
三世の久岩玄昌の代に、苗木城下にあった雲林寺の末寺となり、臨済宗妙心寺派に転宗して、観音菩薩を本尊とする、観音寺(観音庵)を開山した。
後に、久岩玄昌の代の慶安3年(1650年)9月3日に発生した木曽川の大洪水で、観音寺(観音庵)は流失した。

### 龍現寺
そのため、寺の位置を水上に移転して再建することが企てられ、郷士の吉田藤九郎より、耕地・山林等を数ヶ所の寄進を受けて、
天和3年(1683年)8月に竣工し、北松山 龍現寺に寺号を改称し、釈迦如来を本尊として、久岩玄昌が開山した。
地盤が漸く固まった後、五世の湘雲知潭が寂してから衰微したが、六世の倹峰廉公の代に中興し、
九世雲叟守臨、の代に、村内各戸が百日の人夫を提供し本堂を改築し、加茂郡切井村に存在した塔とともに苗木藩領内では屈指の建築物となっていた。
本尊の釈迦如来を本堂の中央に安置し、左側に開山の木像、右側に千手観音を安置し、その他、ニ～三の仏像があり、
庫裡には、韋駄天、大黒天、毘沙門天の木像を安置し、本堂に備え付けの打鐘は直径二尺余りあり、その他としては、半鐘、木魚、仏画、経文などを具備していた。
明治3年(1870年)、苗木藩の廃仏毀釈の際に、韋駄天、大黒天、毘沙門天は、廃仏毀釈の影響が及ばなかった他藩の村に売却されて、半鐘、木魚、仏画、経文などは木曽川に沈められて龍現寺は廃寺となり、十三世の惟山祖鹿は還俗した。
観世音菩薩像・地蔵菩薩像3体・南阿弥陀佛像・般若菩薩像・三十三所燈・寺号入門柱などは残したが、
現在も残っているのは、境内の石仏群、開山の木像、千手観音像、その他、ニ～三の仏像のみで、
龍現寺が所蔵していた開山の木像や歴代の位牌は、長楽寺に移され安置されている。

### 三十三所の観世音菩薩像
寛延2年(1749年)7月に村民が建立した三十三所の観世音菩薩像には、中央の標柱に庄屋の遠藤丹右衛門、組頭の山本勘治と樋田浅右衛門の名が刻まれていたが、
明治3年(1870年)に、苗木藩から廃仏毀釈の命が下されると、その中の五体(三番・十三番・十六番・二十一番・二十二番)が打砕された。
明治25年(1892年)に、三番と十三番は下河合組が、十六番・二十一番・二十二番は、山本佐平・市川傳左衛門・北原濱五郎が、新たに彫刻して寄進したことで、全ての観世音菩薩像が復したが、後に瑞浪市釜戸町論栃の岩滝山観音堂に譲られた。
龍現寺の跡地には石仏群が残っている。

### 雲嶽山　長増寺
現在、長楽寺が位置する場所には、寛文2年（1662年）に苗木雲林寺四世の玄外宗三により開山された雲嶽山　長増寺が存在していた。
天明6年(1786年)12月、六世の田叟恵文の代に、迎春準備の残火により、寺宝、仏具、仏像、古記録に至るまで悉く灰燼に帰した。
天明7年(1787年)春、姫栗村の庄屋の樋田幸之助の尽力により、縦11間3尺、横7間の庫裡を再建し、さらに文化8年(1811年)に縦9間、横6間の本堂を再建し、文政5年(1822年)に完全に復旧した。
明治3年（1870年）、長増寺は苗木藩の廃仏毀釈政策により廃寺とされ取り壊された。
現在は庫裡と開山の木像、数体の石仏(観世音菩薩・薬師如来・妙見大菩薩)、三界萬霊十萬至聖、大乗妙一字一石塔、境内にある天満宮祠と長増寺の寺号を記した石柱が残るのみである。
境内の西方の堤上にある天満宮祠は、檜皮葺総欅斗拱正本殿造りであるが、
天明6年(1786年)に類焼したため、寛政10年(1798年)9月に再建された。
長増寺は、姫栗村と毛呂窪村の二村を檀家としていたが、
庫裡・山門・長屋・土蔵・東司(便所)は残して、仏像・仏具などは廃仏毀釈が及ばなかった他藩へ持ち出されたり、廃棄されたりした。
本尊の釈迦牟尼仏については、金箔が剥ぎ取られた上で持ち出された。
廃寺とされた際に寺産の配分について、姫栗村と毛呂窪村に軋轢を生じ、遂に公儀に出訴した際の訴状が残されている。寺が保有していた山林は椿山神社の所有に移された。本堂は取壊されて薪とされてしまったという。
長増寺八世の珉宗宗琢は廃寺後は還俗して帰農し、名を野田長蔵とし、残った庫裡に居住した。
廃藩置県後の明治4年11月22日（1872年1月2日)、苗木県(旧苗木藩)が岐阜県に吸収され消滅すると、廃仏毀釈が終了したため、野田長蔵は、長増寺の再興を企図して実現に努めたが、一旦廃絶した寺号を容易に復活させることはできないことを知って一旦は断念した。

## 長楽寺として再興
野田長蔵は、恵那郡明知町の龍護寺二世の楚山が明知城の北麓に開山した長楽寺が既に廃寺となっていたものの寺号のみが残っていることを知った。
明治14年(1881年)、長増寺の跡地に、長楽寺の寺号を移転するという名目で寺を再興した。
明治17年(1884年)5月、官の許可を得て、妙心寺の直末となった。
明治34年(1904年)5月、梵鐘を鋳造し同時に鐘楼を建設した。
大正12年(1923年)、大般若経600巻を購入。その他、名匠の吉村一山が刻した中興の珉宗宗琢(野田長蔵)の座像をはじめとして仏具・仏画を完備した。
本尊の釈迦牟尼仏と左右の文殊菩薩と普賢菩薩の他、
恵那三十三観音霊場二十九番の本尊として聖観音菩薩が祀られている。

### 境内
天満宮祠、三界萬霊供養塔、狩猟鳥獣供養塔がある。

## 関連リンク
- 長楽寺